# Parornix anglicella
Parornix anglicella là một loài loài bướm thuộc họ Gracillariidae. Loài này có ở khắp châu Âu bao gồm các nước Albania, Áo, Belarus, Bỉ, Bosnia và Herzegovina, Anh, Bulgaria, Corse, Cộng hòa Séc, Đan Mạch đại lục, Estonia, Phần Lan, Pháp đại lục, Đức, Hungary, Ireland, Ý đại lục, Latvia, Litva, Luxembourg, Macedonia, Na Uy đại lục, Ba Lan, Thổ Nhĩ Kỳ đại lục, România, Trung và Bắc Nga, Sardegna, Sicilia, Slovakia, Thụy Điển, Thụy Sĩ, Hà Lan, Ukraina và Nam Tư. Ngoài khu vực châu Âu, nó cũng có ở Cận Đông và khu vực sinh thái Bắc Mỹ.
Sải cánh từ 9–11 mm. Cá thể trưởng thành mọc cánh trong hai thế hệ vào tháng tư và tháng năm và tiếp tục vào tháng sáu.
Sâu bướm thường ăn các loài Crataegus, tuy nhiên chúng cũng ăn các loài Mespilus germanica, Sorbus aucuparia và Fragaria.

## Hình ảnh

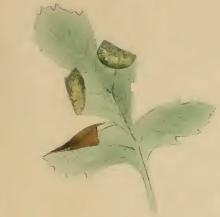
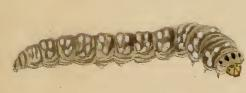
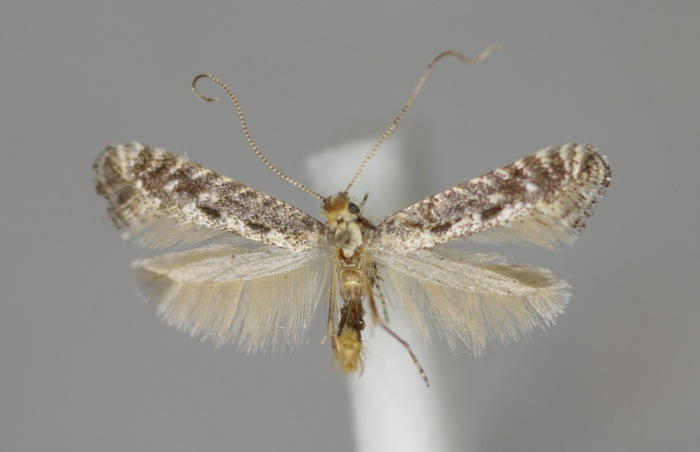
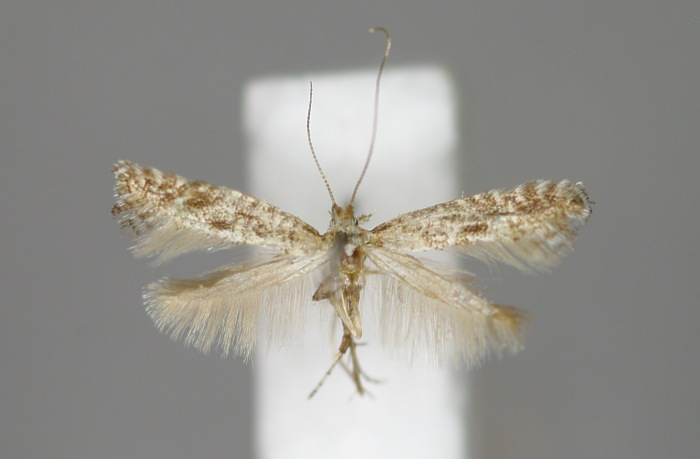